# Музей Боуз
Музей Боуз (англ. Bowes Museum) — художній музей, розміщений в Замку Барнард, район Тіздейл, графство Дарем, Англія.

## Колекція
У колекції музею представлені картини Ель Греко, Франсіско-Хосе де Гоя, Джованні Баттиста Піттоні, Каналетто, Жан-Оноре Фрагонара, Франсуа Буше, вироби декоративно-прикладного мистецтва, кераміки, текстилю, гобелени, годинники и костюми, а також предмети місцевої історії. Знаходяться ранні витвори французького склодува Еміля Галле, виконані на замовлення Жозефіни, дружини засновника музею Джона Боуза.
Великою цінністю є автомат XVIII століття Срібний лебідь (англ. Silver Swan), який досі працює. Автомат, який періодично чистить себе, оглядається і, здається, ловить і проковтує рибу.

## Історія

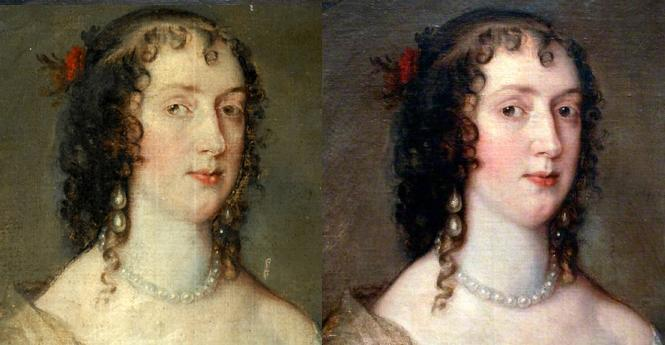
Портрет Олівії Портер до и після реставрації.

Музей як загальнодоступна художня галерея заснували в спеціально побудованому приміщенні Джон Боуз і його дружина Жозефіна Шевальє, графиня Монталбо. Колекція музею придбавалась подружжям за особистий кошт, та тільки Срібний лебідь обійшовся їм в 200 фунтів стерлінгів. Але вони померли раніше до того як музей відкрили 1892 року.
Будівлю музею спроєктовано двома архітекторами — французом Жулем Пеллеше і Джоном Едвардом Вотсоном з Ньюкасла, у французькому стилі. Музей оточений ландшафтними садами, близько 500 футів завдовжки і 50 футів заввишки. Колекція музею містить унікальні Наполеонівські реліквії, картини, предмети стародавнього Китаю і рідкісна колекція предметів мистецтва всякого роду.
Побудову музею розпочали 1869 року, вартість будівництві склала 100 000 фунтів стерлінгів (більше 10 080 000 фунтів за курсом 2012 року). 2005 року проведена реконструкція будівлі з пристосуванням її до вимог сучасного музею (облаштування кафе, торгового приміщення, туалетів і т. д.).
Як повідомила BBC 2013 року, у запасниках музею мистецтвознавець Бендор Гросвенор виявив невідому картина Ван Дейка — портрет Олівії Портер.

Вибірка картин
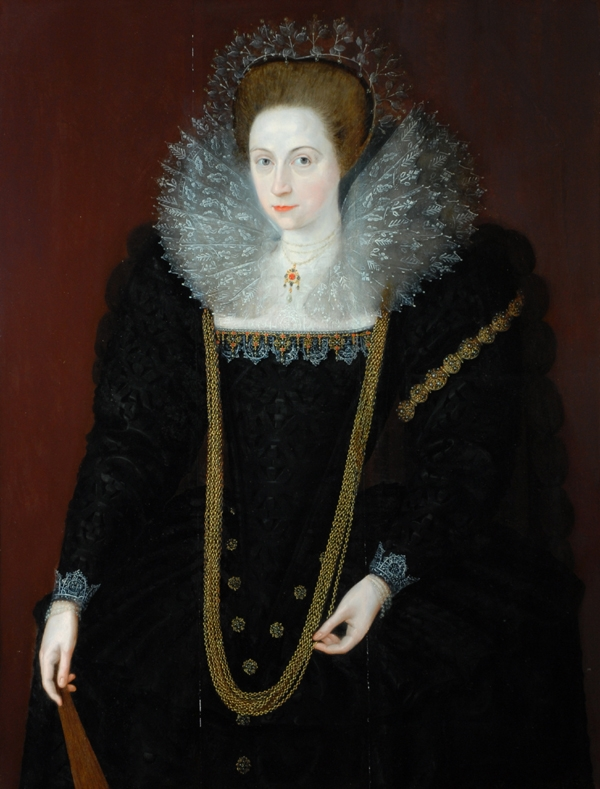
Приписується Маркусу Гхереертсу молодшому, Портрет Леді (невідома дата)
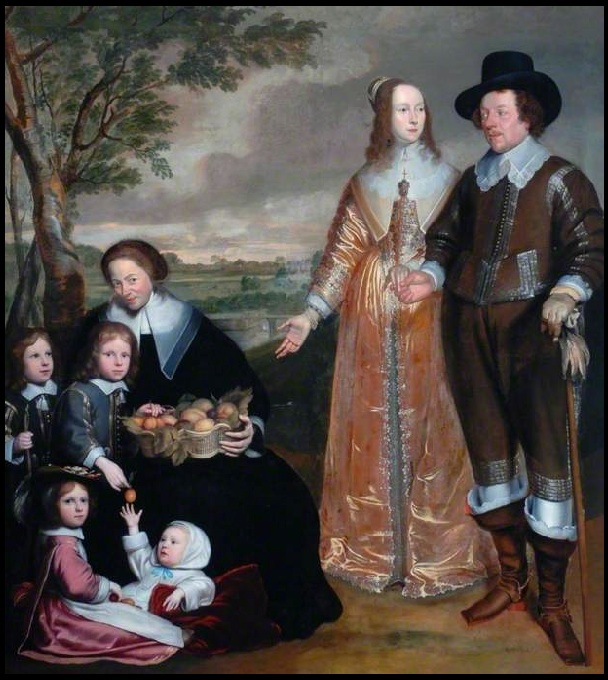
Ансельм ван Хуле, Сімейний портрет (1640-1650)
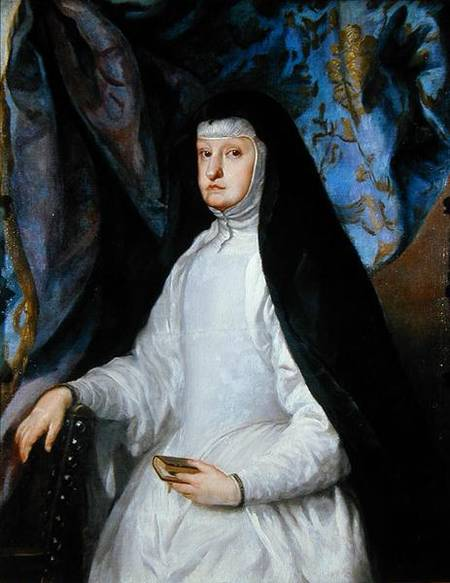
Клаудіо Коелло, La reina madre doña Mariana de Austria, circa 1687
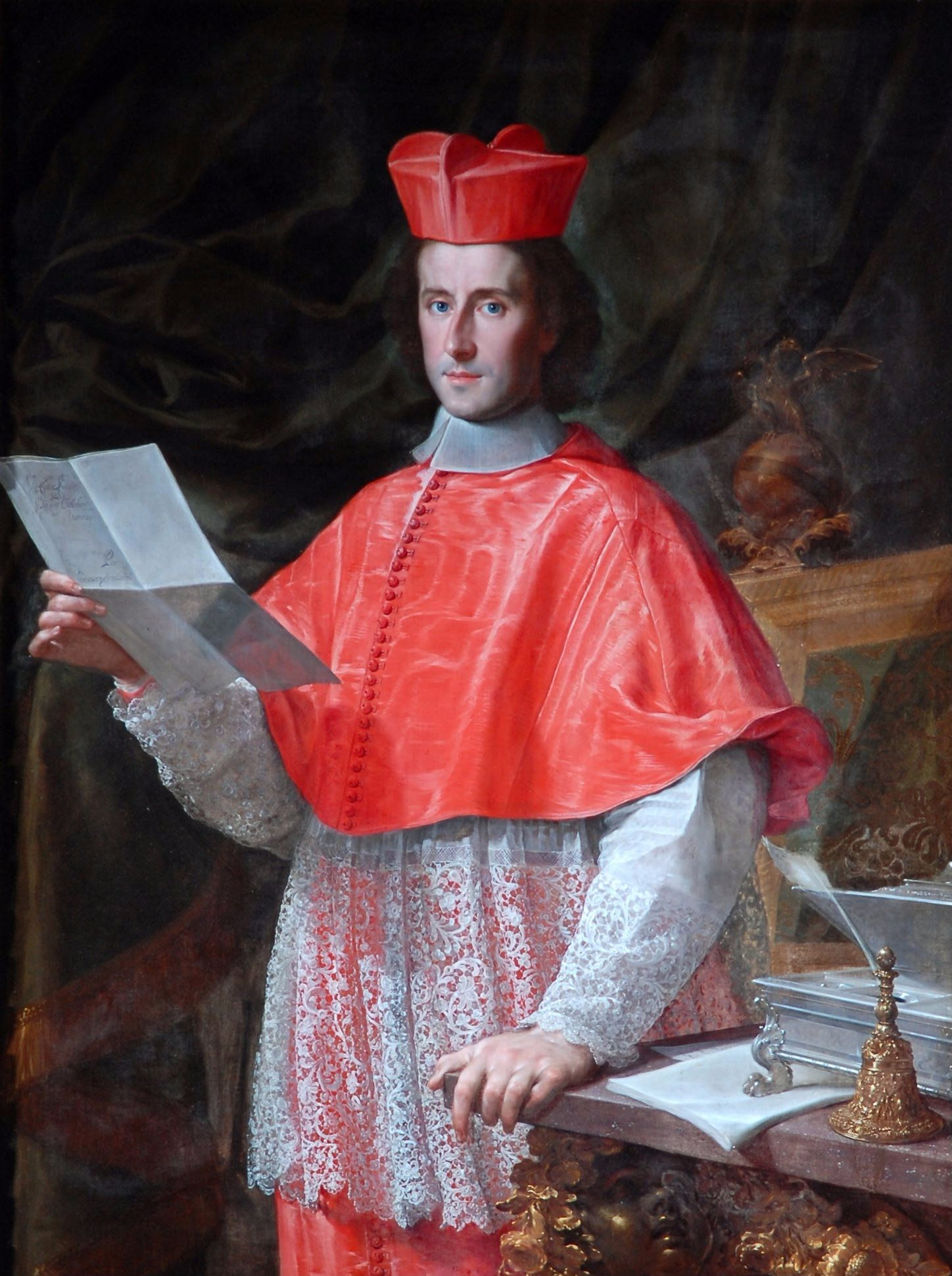
Франческо Тревісані, Портрет Кардинал П'єтро Оттобони, 1700
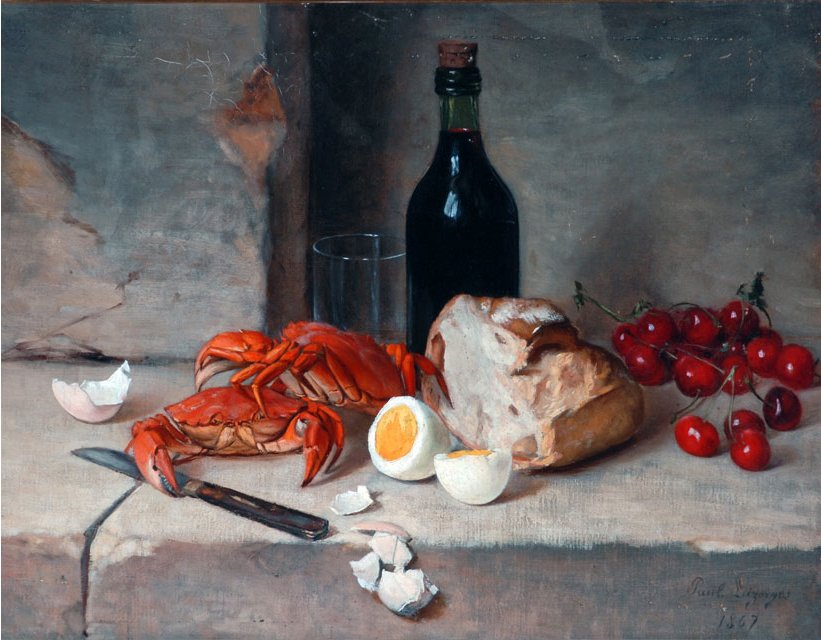
Поль Жан Батист Лазергес, Натюрморт з крабами і пляшкою  (час створення невідомий)